# Cosmopterix abdita
Cosmopterix abdita är en fjärilsart som beskrevs av Ronald W. Hodges 1962. Cosmopterix abdita ingår i släktet Cosmopterix och familjen fransmalar. Inga underarter finns listade i Catalogue of Life.